# Mastobunus tuberculifer
Mastobunus tuberculifer ist eine wenig erforschte Art der Weberknechte und in Südwesteuropa und Nordwestafrika beheimatet.

## Merkmale
Die Körperfarbe ist erdbraun, der Körper sklerotisiert und dadurch hart und gepanzert. Auf der Stirn befindet sich ein kräftiger, nach vorn gerichteter Zahn. Der Augenhügel ist klein und in der Mitte des Prosomas. Das Opisthosoma ist durch eine Rinne vom Prosoma getrennt. Am Opisthosoma mit verschmolzenen Segmenten befinden sich Zahnreihen. Das erste, dritte und vierte Beinpaar ist kurz, die Schenkel kräftig und gezähnt. Das zweite Beinpaar ist länger und mit fast 30 Fußgliedern. Eine ähnliche Art aus Spanien ist Mastobunus ignotus.

## Verbreitung
Das Verbreitungsgebiet der Art reicht von Südfrankreich bis Algerien. Die Art lebt auch auf Korsika und Sizilien.

## Taxonomie
Die Art wurde 1847 von Hippolyte Lucas unter dem Namen Phalangium tuberculifer erstbeschrieben. Weitere Synonyme sind Sclerosoma tuberculifera Lucas, 1858, Homalenotus sicanus Pavesi, 1876 und Sclerosoma sicanum Simon, 1879.